# Voetbalelftal van Bosnië en Herzegovina in 2014
Het voetbalelftal van Bosnië en Herzegovina speelde in totaal elf interlands in het jaar 2014, waaronder drie wedstrijden tijdens de WK-eindronde 2014 in Brazilië. Onder leiding van bondscoach en oud-international Safet Sušić had de ploeg zich voor het eerst in de geschiedenis weten te plaatsen voor het eindtoernooi. Na een 3-0 nederlaag van Bosnië en Herzegovina tegen Israël in november 2014 besloot de voetbalbond van Bosnië en Herzegovina Sušić te ontslaan. De ploeg had slechts twee punten behaald uit de eerste vier wedstrijden van de EK-kwalificatiereeks onder leiding van de Bosniak. Op de FIFA-wereldranglijst zakte Bosnië en Herzegovina in 2014 van de 19de (januari 2014) naar de 29ste plaats (december 2014).

## Balans
| Wedstrijden | Wedstrijden | Wedstrijden | Wedstrijden | Doelpunten | Doelpunten | Doelpunten | Punten |
| Gespeeld    | Winst       | Gelijk      | Verlies     | Voor       | Tegen      | Saldo      | Punten |
| ----------- | ----------- | ----------- | ----------- | ---------- | ---------- | ---------- | ------ |
| 11          | 4           | 2           | 5           | 12         | 13         | –1         | 0.909  |

## Interlands
|                                                              |                            |       |                |                                                                                           |
| 5 maart Vriendschappelijk № 167 «onderlinge duels» 18:30 uur | Egypte                     | 2 – 0 | Bosnië en Her. | Tivoli Stadion Tirol, Innsbruck Toeschouwers: 10.000 Scheidsrechter: Markus Hameter (AUT) |
| 5 maart Vriendschappelijk № 167 «onderlinge duels» 18:30 uur | Gedo 52' Mohamed Salah 64' |       |                | Tivoli Stadion Tirol, Innsbruck Toeschouwers: 10.000 Scheidsrechter: Markus Hameter (AUT) |

|                                                             |                               |       |                   |                                                                                        |
| 30 mei Vriendschappelijk № 168 «onderlinge duels» 20:30 uur | Bosnië en Herz.               | 2 – 1 | Ivoorkust         | Edward Jones Dome, Saint Louis Toeschouwers: 14.101 Scheidsrechter: Jair Marrufo (USA) |
| 30 mei Vriendschappelijk № 168 «onderlinge duels» 20:30 uur | Edin Džeko 17' Edin Džeko 53' |       | 90' Didier Drogba | Edward Jones Dome, Saint Louis Toeschouwers: 14.101 Scheidsrechter: Jair Marrufo (USA) |

|                                                             |        |                   |                |                                                                               |
| 3 juni Vriendschappelijk № 169 «onderlinge duels» 20:30 uur | Mexico | 0 – 1             | Bosnië en Her. | Soldier Field, Chicago Toeschouwers: 51.240 Scheidsrechter: Óscar Reyna (GUA) |
| 3 juni Vriendschappelijk № 169 «onderlinge duels» 20:30 uur |        | 40' Izet Hajrović |                | Soldier Field, Chicago Toeschouwers: 51.240 Scheidsrechter: Óscar Reyna (GUA) |

| WK voetbal 2014 |
| --------------- |

|                                                                                   |                                           |       |                    |                                                                                  |
| 15 juni WK-eindronde Groep F № 170 «onderlinge duels» 19:00 (UTC−3) 0:00+ (UTC+2) | Argentinië                                | 2 – 1 | Bosnië en Her.     | Maracanã, Rio de Janeiro Toeschouwers: 74.738 Scheidsrechter: Joel Aguilar (ESA) |
| 15 juni WK-eindronde Groep F № 170 «onderlinge duels» 19:00 (UTC−3) 0:00+ (UTC+2) | Sead Kolašinac 3' (e.d.) Lionel Messi 65' |       | 84' Vedad Ibišević | Maracanã, Rio de Janeiro Toeschouwers: 74.738 Scheidsrechter: Joel Aguilar (ESA) |

|                                                                                 |                      |       |                |                                                                                 |
| 21 juni WK-eindronde Groep F № 171 «onderlinge duels» 0:00 (UTC−3) 5:00 (UTC+2) | Nigeria              | 1 – 0 | Bosnië en Her. | Arena Pantanal, Cuiabá Toeschouwers: 40.499 Scheidsrechter: Peter O'Leary (NZL) |
| 21 juni WK-eindronde Groep F № 171 «onderlinge duels» 0:00 (UTC−3) 5:00 (UTC+2) | Peter Odemwingie 29' |       |                | Arena Pantanal, Cuiabá Toeschouwers: 40.499 Scheidsrechter: Peter O'Leary (NZL) |

|                                                                                   |                                                        |       |                         |                                                                                      |
| 25 juni WK-eindronde Groep F № 172 «onderlinge duels» 18:00 (UTC−3) 23:00 (UTC+2) | Bosnië en Herz.                                        | 3 – 1 | Iran                    | Arena Fonte Nova, Salvador Toeschouwers: 48.011 Scheidsrechter: Carlos Velasco (ESP) |
| 25 juni WK-eindronde Groep F № 172 «onderlinge duels» 18:00 (UTC−3) 23:00 (UTC+2) | Edin Džeko 23' Miralem Pjanić 59' Avdija Vršajević 83' |       | 82' Reza Ghoochannejhad | Arena Fonte Nova, Salvador Toeschouwers: 48.011 Scheidsrechter: Carlos Velasco (ESP) |

|  |  |  |  |  |  |  |  |  |

|                                                        |                                                     |       |               |                                                                              |
| 4 september Vriendschappelijk № 173 «onderlinge duels» | Bosnië en Herz.                                     | 3 – 0 | Liechtenstein | Tušanjstadion, Tuzla Toeschouwers: 8.000 Scheidsrechter: Danilo Grujić (SRB) |
| 4 september Vriendschappelijk № 173 «onderlinge duels» | Vedad Ibišević 2' Vedad Ibišević 14' Edin Džeko 24' |       |               | Tušanjstadion, Tuzla Toeschouwers: 8.000 Scheidsrechter: Danilo Grujić (SRB) |

|                                                                |                   |       |                                               |                                                                                          |
| 9 september EK-kwalificatie № 174 «onderlinge duels» 20:45 uur | Bosnië en Herz.   | 1 – 2 | Cyprus                                        | Stadion Bilino Polje, Zenica Toeschouwers: 10.000 Scheidsrechter: Jevhen Aranovsky (UKR) |
| 9 september EK-kwalificatie № 174 «onderlinge duels» 20:45 uur | Vedad Ibišević 6' |       | 45' Demetris Christofi 73' Demetris Christofi | Stadion Bilino Polje, Zenica Toeschouwers: 10.000 Scheidsrechter: Jevhen Aranovsky (UKR) |

|                                                               |       |       |                |                                                                                               |
| 10 oktober EK-kwalificatie № 175 «onderlinge duels» 19:45 uur | Wales | 0 – 0 | Bosnië en Her. | Cardiff City Stadium, Cardiff Toeschouwers: 30.741 Scheidsrechter: Vladislav Bezborodov (RUS) |
| 10 oktober EK-kwalificatie № 175 «onderlinge duels» 19:45 uur |       |       |                | Cardiff City Stadium, Cardiff Toeschouwers: 30.741 Scheidsrechter: Vladislav Bezborodov (RUS) |

|                                                               |                 |       |                      |                                                                                    |
| 13 oktober EK-kwalificatie № 175 «onderlinge duels» 20:45 uur | Bosnië en Herz. | 1 – 1 | België               | Stadion Bilino Polje, Zenica Toeschouwers: 12.000 Scheidsrechter: Luca Banti (ITA) |
| 13 oktober EK-kwalificatie № 175 «onderlinge duels» 20:45 uur | Edin Džeko 28'  |       | 51' Radja Nainggolan | Stadion Bilino Polje, Zenica Toeschouwers: 12.000 Scheidsrechter: Luca Banti (ITA) |

|                                                                |                                                  |       |                |                                                                                         |
| 16 november EK-kwalificatie № 176 «onderlinge duels» 19:45 uur | Israël                                           | 3 – 0 | Bosnië en Her. | Sammy Oferstadion, Haifa Toeschouwers: 32.000 Scheidsrechter: Antonio Mateu Lahoz (ESP) |
| 16 november EK-kwalificatie № 176 «onderlinge duels» 19:45 uur | Gil Vermouth 36' Omer Damari 45' Eran Zahavi 70' |       |                | Sammy Oferstadion, Haifa Toeschouwers: 32.000 Scheidsrechter: Antonio Mateu Lahoz (ESP) |

## FIFA-wereldranglijst
| JAN | FEB | MAR | APR | MEI | JUN | JUL | AUG | SEP | OKT | NOV | DEC |
| --- | --- | --- | --- | --- | --- | --- | --- | --- | --- | --- | --- |
| 19  | 17  | 21  | 25  | 25  | 21  | 19  | 19  | 25  | 26  | 29  | 29  |

## Statistieken
| Asmir Begović      | 1987-06-20 | Stoke City       | 11 | 0 | 0 | 38 | 0  |
| Jasmin Fejzić      | 1986-05-15 | VfR Aalen        | 0  | 1 | 0 | 1  | 0  |
| Verdediging        |            |                  |    |   |   |    |    |
| Muhamed Bešić      | 1992-09-10 | Everton          | 10 | 0 | 0 | 17 | 0  |
| Toni Šunjić        | 1988-12-15 | Kuban Krasnodar  | 9  | 0 | 0 | 14 | 0  |
| Mensur Mujdža      | 1984-03-28 | SC Freiburg      | 8  | 1 | 0 | 30 | 0  |
| Emir Spahić        | 1980-08-18 | Bayer Leverkusen | 7  | 0 | 0 | 77 | 3  |
| Sead Kolašinac     | 1993-06-20 | Schalke 04       | 4  | 1 | 0 | 6  | 0  |
| Ermin Bičakčić     | 1990-01-24 | TSG Hoffenheim   | 3  | 1 | 0 | 10 | 1  |
| Ognjen Vranješ     | 1989-10-24 | Elazığspor       | 2  | 3 | 0 | 15 | 0  |
| Avdija Vršajević   | 1986-03-06 | Hajduk Split     | 2  | 2 | 1 | 15 | 1  |
| Middenveld         |            |                  |    |   |   |    |    |
| Miralem Pjanić     | 1990-04-02 | AS Roma          | 10 | 0 | 1 | 56 | 9  |
| Senad Lulić        | 1986-01-18 | Lazio Roma       | 8  | 0 | 0 | 39 | 1  |
| Haris Medunjanin   | 1985-03-08 | Deportivo Coruña | 6  | 3 | 0 | 41 | 5  |
| Tino-Sven Sušić    | 1992-02-13 | Hajduk Split     | 4  | 3 | 0 | 7  | 0  |
| Anel Hadžić        | 1989-08-16 | Sturm Graz       | 4  | 2 | 0 | 6  | 0  |
| Zvjezdan Misimović | 1982-06-05 | Guizhou Renhe    | 4  | 0 | 0 | 83 | 25 |
| Sejad Salihović    | 1984-10-08 | TSG Hoffenheim   | 3  | 3 | 0 | 45 | 4  |
| Sanjin Prcić       | 1993-11-20 | Stade Rennais    | 2  | 1 | 0 | 3  | 0  |
| Samir Muratović    | 1976-02-25 |                  | 1  | 0 | 0 | 24 | 0  |
| Gojko Cimirot      | 1992-12-19 | FK Sarajevo      | 0  | 2 | 0 | 2  | 0  |
| Senijad Ibričić    | 1985-09-26 | Kayseri E.       | 0  | 1 | 0 | 44 | 4  |
| Aanval             |            |                  |    |   |   |    |    |
| Edin Džeko         | 1986-03-17 | Manchester City  | 10 | 0 | 5 | 69 | 38 |
| Vedad Ibišević     | 1984-08-06 | VfB Stuttgart    | 6  | 4 | 4 | 62 | 24 |
| Izet Hajrović      | 1991-08-04 | Werder Bremen    | 5  | 4 | 1 | 14 | 2  |
| Edin Višća         | 1990-02-17 | İstanbul B.      | 1  | 7 | 0 | 15 | 0  |
| Zoran Kvržić       | 1988-08-07 | Spezia Calcio    | 1  | 0 | 0 | 3  | 0  |
| Goran Zakarić      | 1992-11-07 | NK Široki Brijeg | 0  | 1 | 0 | 1  | 0  |

N/FS BiH · A-internationals · Bondscoaches · Statistieken · Bosnisch vrouwenelftal · Bosnië U23 · Bosnië U21 · Bosnië U19 · Bosnië U18 · Bosnië U17 · Bosnië U16
1995 – 1999 ·
2000 – 2009 ·
2010 – 2019 ·
2020 − 2029
WK 2014
1995 · 
1996 · 
1997 · 
1998 · 
1999 · 
2000 · 
2001 · 
2002 · 
2003 · 
2004 · 
2005 · 
2006 · 
2007 · 
2008 · 
2009 · 
2010 · 
2011 · 
2012 · 
2013 · 
2014 · 
2015 · 
2016 · 
2017 · 
2018 ·
2019 ·
2020 ·
2021 ·
2022 ·
2023 ·
2024
Albanië ·
Algerije ·
Andorra ·
Argentinië ·
Armenië ·
Azerbeidzjan ·
Bahrein ·
Bangladesh ·
België ·
Brazilië · 
Bulgarije ·
Chili ·
China ·
Costa Rica ·
Cyprus ·
Denemarken ·
Duitsland ·
Egypte ·
Engeland ·
Estland ·
Faeröer ·
Finland ·
Frankrijk ·
Georgië ·
Ghana ·
Gibraltar ·
Griekenland ·
Hongarije ·
Ierland · 
IJsland ·
Indonesië ·
Iran ·
Israël ·
Italië ·
Ivoorkust ·
Japan ·
Joegoslavië · 
Jordanië ·
Kazachstan ·
Koeweit ·
Kroatië ·
Letland ·
Liechtenstein ·
Litouwen ·
Luxemburg ·
Maleisië ·
Malta ·
Mexico ·
Moldavië ·
Montenegro ·
Nederland ·
Nigeria ·
Noord-Ierland ·
Noord-Macedonië ·
Noorwegen ·
Oekraïne ·
Oezbekistan ·
Oman ·
Oostenrijk ·
Paraguay ·
Polen ·
Portugal ·
Qatar ·
Roemenië ·
San Marino ·
Schotland ·
Senegal ·
Servië en Montenegro ·
Slovenië ·
Slowakije ·
Spanje ·
Tsjechië ·
Tunesië · 
Turkije ·
Verenigde Staten · 
Vietnam ·
Wales ·
Wit-Rusland ·
Zimbabwe ·
Zuid-Korea ·
Zweden ·
Zwitserland
Argentinië (2014) ·
Iran (2014) ·
Nigeria (2014)